# Achille Falcone
Achille Falcone (Cosenza, 1570 circa – Cosenza, 9 novembre 1600) è stato un compositore italiano.

## Biografia
Non si hanno molte notizie biografiche su Falcone. Si ignora dove abbia studiato; si sa però che fu ammesso alla prestigiosa Accademia Cosentina in giovanissima età e che fu nominato maestro di cappella a Caltagirone. Non restano molte sue composizioni; quelle note, per esempio una Messa per cinque cori, testimoniano il ricorso a una tecnica polifonica estremamente complessa. Il Baini lo inseriva fra i maggiori musicisti rinascimentali
Falcone è ricordato per un suo duello musicale con Sebastián Raval avvenuto a Palermo nel 1600. I contendenti si sfidavano nella composizione estemporanea di un madrigale a cinque voci con cinque "fughe". L'arbitro Niccolò Toscano diede la vittoria al Falcone; fra l'altro Raval aveva tentato di sostituire la sua composizione estemporanea con un'altra basata sullo stesso tema che aveva composto in precedenza. Raval chiese una rivincita con un nuovo concorso che prevedeva la composizione di due madrigali a tre e sei voci e un mottetto a sette contenente al suo interno un canone. Raval, che tra l'altro falsificò le composizioni di Achille Falcone prima che pervenissero ai giudici, questa volta vinse. Poiché nel frattempo Achille Falcone era morto, suo padre Antonio denunciò la scorrettezza in un volume in cui sono inserite anche delle composizioni di Achille Falcone.

## Composizioni
- Antonio Falcone (a cura di), Alli signori musici di Roma madrigali a 5 voci di Achille Falcone musico et academico cusentino maestro di cappella di Caltagirone, con alcune opere fatte all'improviso à competenza, con Seb. Ravalle frà cappellano di Malta... con una narratione come veramente il fatto seguisse, Venezia: Giacomo Vincenti, 1603
- Madrigali, mottetti e ricercari : madrigali a cinque voci, con alcune opere fatte all'improviso a competenza con Sebastian Raval, maestro della Cappella reale di Sicilia, con una narrazione come veramente il fatto seguisse, Venezia: Giacomo Vincenzi (1603). Edizione moderna a cura di Massimo Privitera ; con i canoni enigmatici risolti da Giovanni Doro, Firenze : L. S. Olschki, 2000, ISBN 88-222-4838-4
- Madrigale per tenore e basso continuo nella raccolta di Pietro Maria Marsolo Secondo libro de madrigali a quattro voci, opera decima, Venezia: Giacomo Vincenti, 1614; pubblicato in edizione moderna in: Lorenzo Gennaro Bianconi (a cura di), Musiche rinascimentali siciliane, Vol. IV, Roma: De Santis, 1973.